# Lista odcinków serialu anime Claymore
Artykuł zawiera listę wszystkich wyemitowanych odcinków telewizyjnego serialu anime Claymore, wyprodukowanego na podstawie mangi autorstwa Norihiro Yagiego. 26-odcinkowa seria po raz pierwszy była emitowana w Japonii od 4 kwietnia do 26 września 2007 w stacji Nippon Television.

## Lista odcinków
| №  | Tytuł                                                                   | Reżyseria         | Scenariusz        | Premiera         |
| -- | ----------------------------------------------------------------------- | ----------------- | ----------------- | ---------------- |
| 1  | Wielki miecz Taiken -KUREIMOA- (大剣 -クレイモア-)                      | Hiroyuki Tanaka   | Yasuko Kobayashi  | 4 kwietnia 2007  |
| 2  | Czarna karta Kuro no sho (黒の書)                                       | Kanji Wakabayashi | Yasuko Kobayashi  | 11 kwietnia 2007 |
| 3  | Ciemność w raju Mahoroba no yami (まほろばの闇)                         | Oyunamu           | Daisuke Nishida   | 18 kwietnia 2007 |
| 4  | Przebudzenie Clare Kurea no kakusei (クレアの覚醒)                      | Kim Dong-jun      | Daisuke Nishida   | 25 kwietnia 2007 |
| 5  | Teresa o nikłym uśmiechu Bishō no Teresa (微笑のテレサ)                 | Lee Gu-bun        | Kazuyuki Fudeyasu | 2 maja 2007      |
| 6  | Teresa i Clare Teresa to Kurea (テレサとクレア)                         | Kim Jong-gu       | Kazuyuki Fudeyasu | 9 maja 2007      |
| 7  | Skazana na śmierć Shisha no rakuin (死者の烙印)                         | Kim Gi-du         | Kazuyuki Fudeyasu | 16 maja 2007     |
| 8  | Przebudzenie Kakusei (覚醒)                                             | Jang Kil-Yong     | Daisuke Nishida   | 23 maja 2007     |
| 9  | Rozrywaczki: część I Kiri saku mono tachi (I) (斬り裂く者たち(I))       | Yoshifumi Sueda   | Yasuko Kobayashi  | 30 maja 2007     |
| 10 | Rozrywaczki: część II Kiri saku mono tachi (II) (斬り裂く者たち(II))    | Kim Jong-gu       | Kazuyuki Fudeyasu | 6 czerwca 2007   |
| 11 | Rozrywaczki: część III Kiri saku mono tachi (III) (斬り裂く者たち(III)) | Kim Yong-ho       | Yasuko Kobayashi  | 13 czerwca 2007  |
| 12 | Bezkresne nagrobki: część I Hate naki bohyō (I) (果て無き墓標(I))       | Lee Hok-bun       | Kazuyuki Fudeyasu | 20 czerwca 2007  |
| 13 | Bezkresne nagrobki: część II Hate naki bohyō (II) (果て無き墓標(II))    | Kim Min-sun       | Yasuko Kobayashi  | 27 czerwca 2007  |
| 14 | Kwalifikacja do walki Tatakau shikaku (闘う資格)                        | Eom Sang-yong     | Kazuyuki Fudeyasu | 4 lipca 2007     |
| 15 | W paszczy wiedźmy: część 1 Majo no agito (I) (魔女の顎門(I))            | Lee Ho-se         | Yasuko Kobayashi  | 11 lipca 2007    |
| 16 | W paszczy wiedźmy: część 2 Majo no agito (II) (魔女の顎門(II))          | Kim Jong-gu       | Kazuyuki Fudeyasu | 18 lipca 2007    |
| 17 | W paszczy wiedźmy: część 3 Majo no agito (III) (魔女の顎門(III))        | Woo Seung-wook    | Daisuke Nishida   | 25 lipca 2007    |
| 18 | Rzeź na Północy: część 1 Kita no senran (I) (北の戦乱(I))               | Kim Dong-jun      | Daisuke Nishida   | 1 sierpnia 2007  |
| 19 | Rzeź na Północy: część 2 Kita no senran (II) (北の戦乱(II))             | Lee Hok-bun       | Kazuyuki Fudeyasu | 8 sierpnia 2007  |
| 20 | Rzeź na Północy: część 3 Kita no senran (III) (北の戦乱(III))           | Kim Min-sun       | Yasuko Kobayashi  | 15 sierpnia 2007 |
| 21 | Inwazja na Pietę: część 1 Pieta shinkō (I) (ピエタ侵攻(I))              | Cho Yong-joo      | Kazuyuki Fudeyasu | 22 sierpnia 2007 |
| 22 | Inwazja na Pietę: część 2 Pieta shinkō (II) (ピエタ侵攻(II))            | Park Ju-young     | Daisuke Nishida   | 29 sierpnia 2007 |
| 23 | Punkt krytyczny: część 1 Rinkai ten (I) (臨界点(I))                     | Woo Seung-wook    | Kazuyuki Fudeyasu | 5 września 2007  |
| 24 | Punkt krytyczny: część 2 Rinkai ten (II) (臨界点(II))                   | Kim Dong-jun      | Daisuke Nishida   | 12 września 2007 |
| 25 | Dla kogo to wszystko Ta ga tame ni (誰が為に)                           | Lee Hok-bun       | Yasuko Kobayashi  | 19 września 2007 |
| 26 | Za następczynie Uketsugu mono e (受け継ぐものへ)                        | Hiroyuki Tanaka   | Yasuko Kobayashi  | 26 września 2007 |